# Xu Yulong
Pour les articles homonymes, voir Xu.
Dans ce nom chinois, le nom de famille, Xu, précède le nom personnel.
Xu Yulong, né le 14 avril 1990, est un coureur cycliste chinois. 

## Palmarès et résultats

### Par année
- 2015
  - 2e du championnat de Chine du contre-la-montre
- 2016
  -  Champion de Chine du contre-la-montre
- 2017
  - 2e du championnat de Chine du contre-la-montre

### Classements mondiaux
| Année         | 2013 |
| ------------- | ---- |
| UCI Asia Tour | 346e |